# Giulia Livilla (figlia di Germanico)

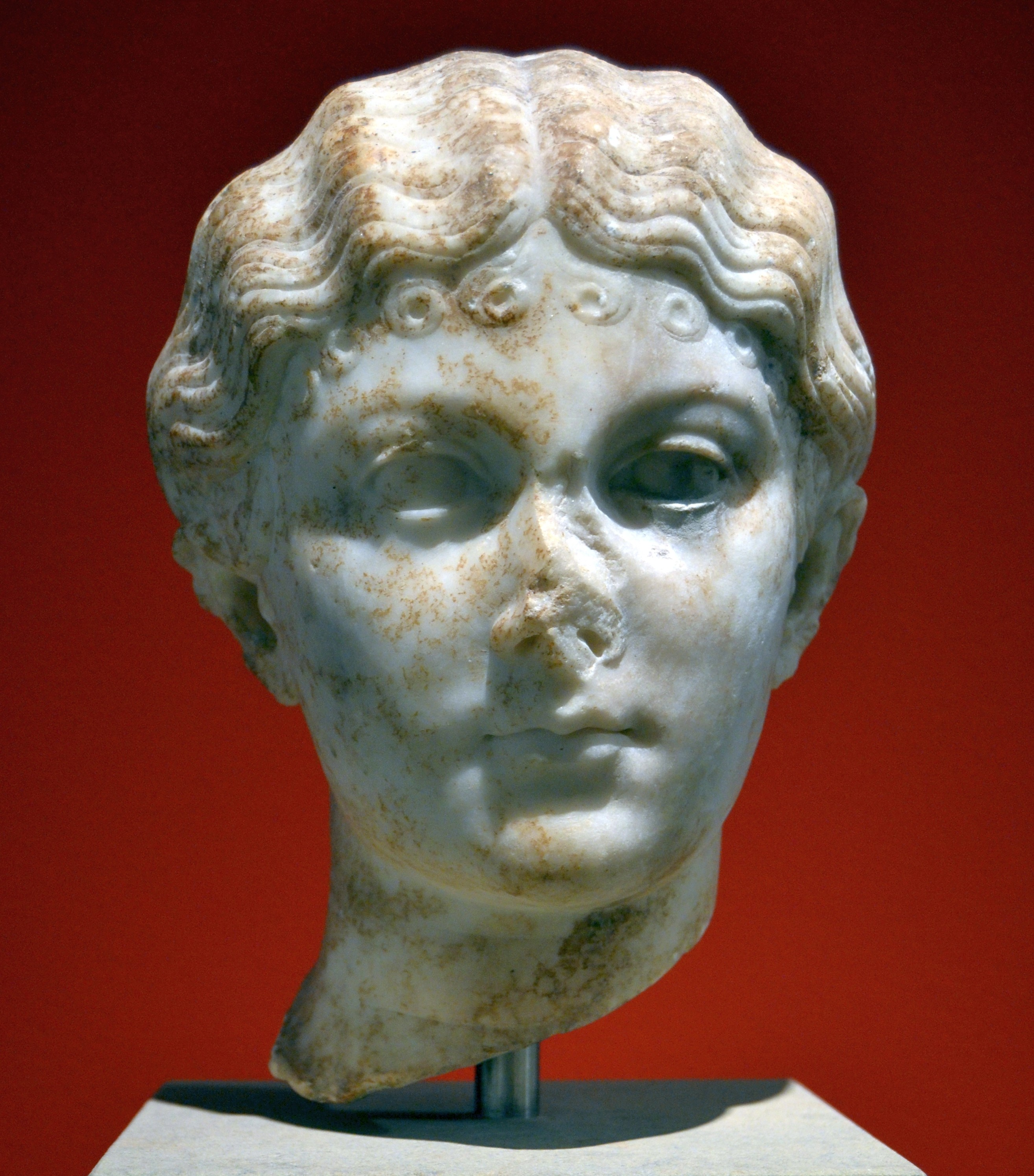
Busto di Giulia Livilla

Giulia Livilla (in latino Iulia Livilla; Lesbo, 18 – Pandateria, 41) è stata una nobildonna romana, appartenente alla dinastia giulio-claudia.

## Biografia

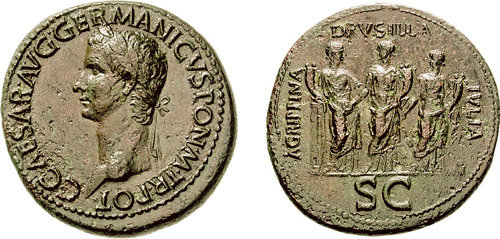
Sesterzio di Caligola raffigurante al rovescio le sorelle, Agrippina, Drusilla e Giulia

Giulia Livilla nacque da Germanico Giulio Cesare e da Agrippina maggiore; solo un anno dopo la sua nascita, però, il padre morì inaspettatamente. L'educazione di Giulia venne curata quindi dalla madre, dall'imperatore Tiberio, dalla bisnonna Livia Drusilla e dalla nonna Antonia minore. È nota alle fonti antiche semplicemente come "Iulia", essendo possibile che il nome "Livilla", scelto in onore della zia omonima, sia stato rimosso a seguito della damnatio memoriae che la colpì.
Giulia venne promessa a un suo distante parente, Publio Quintilio Varo il Giovane, figlio di quel Publio Quintilio Varo che venne sconfitto nella battaglia della Foresta di Teutoburgo (9) e di Claudia Pulcra, nipote di Ottavia minore, la sorella di Augusto; nel 27, però, Varo venne accusato di maiestas e il matrimonio sfumò.
Giulia sposò nel 33 Marco Vinicio, la cui famiglia veniva da fuori Roma ed era di rango equestre: figlio e nipote di consoli, Vinicio divenne console nel 30 e proconsole d'Asia nel 38/39. Stando a un'iscrizione, Giulia accompagnò il marito in Asia.
Durante i primi anni di regno del fratello Caligola, Giulia e le sue due sorelle maggiori, Agrippina minore e Drusilla, ricevettero onori e privilegi: oltre a essere equiparate alle vergini vestali, potendo quindi assistere ai giochi allo stadio, i loro nomi erano inclusi nei giuramenti di fedeltà all'imperatore e le loro effigi rappresentate sulle monete. Svetonio racconta di una vita dissoluta, con sospetti di rapporti incestuosi col fratello.
Nel 39 partecipò a una congiura, forse organizzata da Agrippina, volta a spodestare Caligola e a sostituirlo con il cognato Marco Emilio Lepido, vedovo di Drusilla e amante di Giulia e Agrippina, ma la congiura venne sventata. Giulia e Agrippina furono esiliate con la minaccia del fratello: "Non ho solo delle isole, ma anche delle spade!" (Svetonio, Vite dei dodici Cesari).
Nel 41, morto Caligola, assassinato in una congiura capeggiata da Cassio Cherea, Livilla e la sorella furono richiamate a Roma dal nuovo imperatore, il loro zio Claudio. Tuttavia, Livilla dovette scontrarsi con la gelosia dell'imperatrice Messalina, che la fece nuovamente esiliare accusandola di adulterio con Lucio Anneo Seneca. Venne probabilmente inviata a Pandateria (moderna Ventotene), ma nel tardo 41 o all'inizio del 42 lo zio ne ordinò la morte, forse per inedia.
Dopo qualche tempo, probabilmente quando Agrippina divenne imperatrice, i resti di Giulia vennero portati a Roma, conservati nel Mausoleo di Augusto.

## Ascendenza
|                         |                        |                | Genitori                    |  |  | Nonni |  |  | Bisnonni               |  |  | Trisnonni            |  |
|                         |                        |                |                             |  |  |       |  |  | Tiberio Claudio Nerone |  |  | Druso Claudio Nerone |  |
|                         |                        |                |                             |  |  |       |  |  | Tiberio Claudio Nerone |  |  | Druso Claudio Nerone |  |
|                         |                        | …              |                             |  |  |       |  |  | Tiberio Claudio Nerone |  |  |                      |  |
| Druso maggiore          |                        |                |                             |  |  |       |  |  | Tiberio Claudio Nerone |  |  |                      |  |
|                         |                        | Livia Drusilla | Marco Livio Druso Claudiano |  |  |       |  |  |                        |  |  |                      |  |
|                         |                        | Livia Drusilla | Marco Livio Druso Claudiano |  |  |       |  |  |                        |  |  |                      |  |
|                         |                        | Livia Drusilla | Alfidia                     |  |  |       |  |  |                        |  |  |                      |  |
| Germanico Giulio Cesare |                        | Livia Drusilla |                             |  |  |       |  |  |                        |  |  |                      |  |
|                         |                        | Marco Antonio  | Marco Antonio Cretico       |  |  |       |  |  |                        |  |  |                      |  |
|                         |                        | Marco Antonio  | Marco Antonio Cretico       |  |  |       |  |  |                        |  |  |                      |  |
|                         |                        | Marco Antonio  | Giulia                      |  |  |       |  |  |                        |  |  |                      |  |
| Antonia minore          |                        | Marco Antonio  |                             |  |  |       |  |  |                        |  |  |                      |  |
|                         |                        | Ottavia minore | Gaio Ottavio                |  |  |       |  |  |                        |  |  |                      |  |
|                         |                        | Ottavia minore | Gaio Ottavio                |  |  |       |  |  |                        |  |  |                      |  |
|                         |                        | Ottavia minore | Azia maggiore               |  |  |       |  |  |                        |  |  |                      |  |
| Giulia Livilla          |                        | Ottavia minore |                             |  |  |       |  |  |                        |  |  |                      |  |
|                         | Lucio Vipsanio Agrippa | …              |                             |  |  |       |  |  |                        |  |  |                      |  |
|                         | Lucio Vipsanio Agrippa | …              |                             |  |  |       |  |  |                        |  |  |                      |  |
|                         | Lucio Vipsanio Agrippa | …              |                             |  |  |       |  |  |                        |  |  |                      |  |
| Marco Vipsanio Agrippa  | Lucio Vipsanio Agrippa |                |                             |  |  |       |  |  |                        |  |  |                      |  |
|                         |                        | …              | …                           |  |  |       |  |  |                        |  |  |                      |  |
|                         |                        | …              | …                           |  |  |       |  |  |                        |  |  |                      |  |
|                         |                        | …              | …                           |  |  |       |  |  |                        |  |  |                      |  |
| Agrippina maggiore      |                        | …              |                             |  |  |       |  |  |                        |  |  |                      |  |
|                         |                        | Augusto        | Gaio Ottavio                |  |  |       |  |  |                        |  |  |                      |  |
|                         |                        | Augusto        | Gaio Ottavio                |  |  |       |  |  |                        |  |  |                      |  |
|                         |                        | Augusto        | Azia maggiore               |  |  |       |  |  |                        |  |  |                      |  |
| Giulia maggiore         |                        | Augusto        |                             |  |  |       |  |  |                        |  |  |                      |  |
|                         |                        | Scribonia      | Lucio Scribonio Libone      |  |  |       |  |  |                        |  |  |                      |  |
|                         |                        | Scribonia      | Lucio Scribonio Libone      |  |  |       |  |  |                        |  |  |                      |  |
|                         |                        | Scribonia      | Cornelia Silla              |  |  |       |  |  |                        |  |  |                      |  |
|                         |                        | Scribonia      |                             |  |  |       |  |  |                        |  |  |                      |  |